# Kulki analne

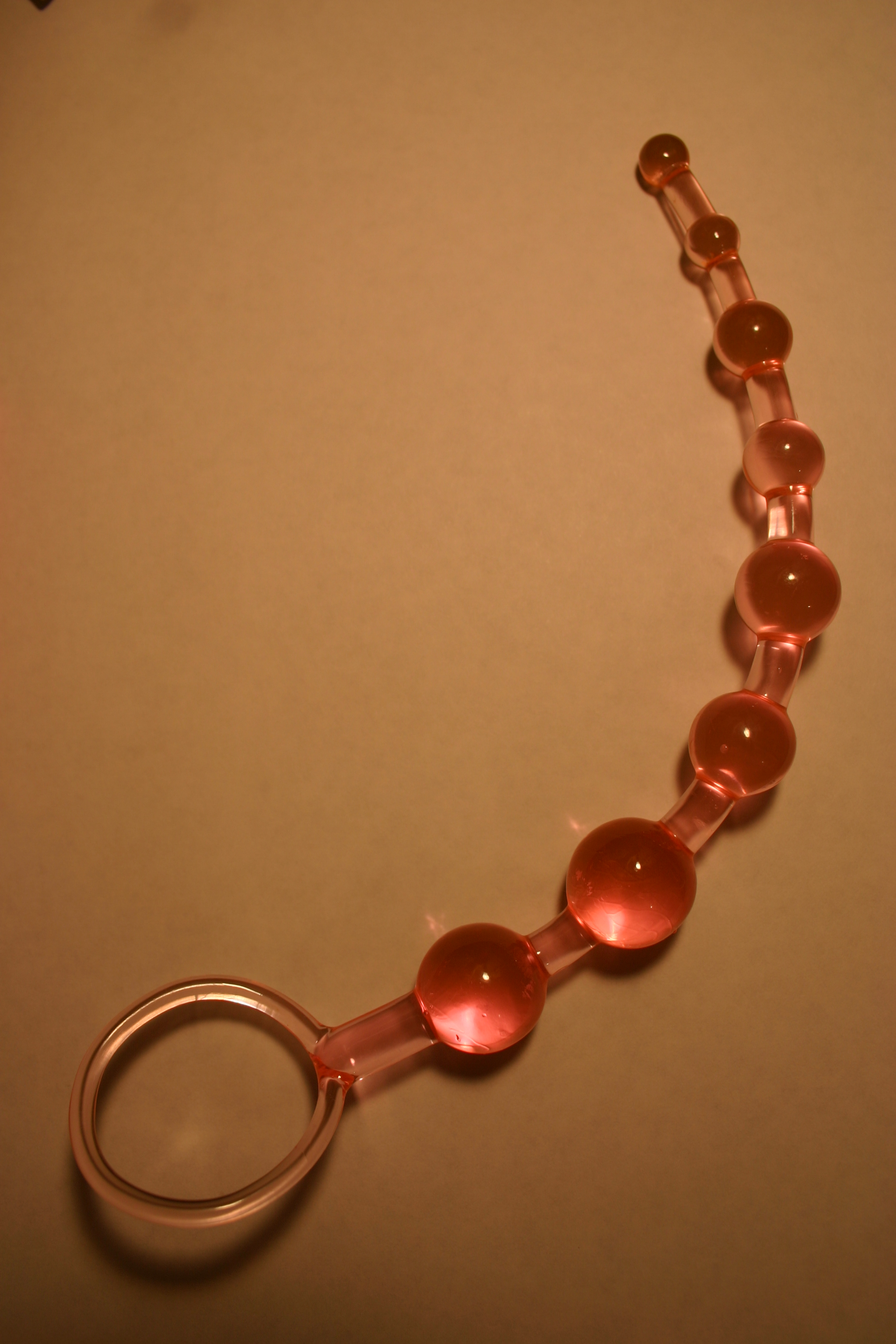
Kulki analne z tworzywa sztucznego

Kulki analne (czasem zwane chińskimi kulkami, paciorkami analnymi) – rodzaj akcesorium seksualnego składającego się z kilku połączonych kulek. Powodują stymulację seksualną poprzez wkładanie przez odbyt do odbytnicy i wyjmowanie z różną prędkością, najczęściej podczas orgazmu dla jego wzmocnienia. Odczuwanie przyjemności następuje podczas przechodzenia kulki przez wąski zwieracz odbytu, a także przez sam fakt umieszczenia kulek w odbytnicy. Dostępne są modele z opcją wibracji. Czasem wszystkie kulki mają jednakową wielkość, ale są też dostępne modele, w których wielkość kulek się zwiększa.

## Wykonanie kulek analnych
Kulki analne były bez wątpienia używane już w starożytności. W nowoczesnej wersji częściej wykonane są z półsztywnego plastiku lub silikonu, z kółkiem na końcu. Kółko ma na celu uniemożliwienie całkowitego ich wsunięcia do odbytnicy, a także ułatwienie ich wyjmowania.
Dostępne współcześnie kulki analne są wykonane na dwa sposoby. Jest to albo szereg pojedynczych kul połączonych sznurkiem, lub wykonany z jednego kawałka plastiku przedmiot, gdzie kule i łączące je fragmenty plastiku stanowią całość. Ponieważ sznurek jest materiałem porowatym praktycznie niemożliwa jest całkowita jego dezynfekcja. Dlatego zalecane jest zakładanie prezerwatywy na ten rodzaj kulek podczas ich stosowania. Węzły utrzymujące kulki na sznurku mogą być przyczyną dyskomfortu, ale także zadrapań czy uszkodzeń odbytu i odbytnicy. Oba wymienione powody stanowią o praktycznej przewadze kulek wykonanych z jednego fragmentu plastiku.

## Możliwości stosowania kulek analnych
Kulki analne mogą mieć różne wielkości. Początkujący preferują mniejsze, zaawansowani użytkownicy większe rozmiary. Używane są zarówno przez kobiety, jak i przez mężczyzn (wówczas dodatkowo stymulowana jest prostata). Ich użycie bywa uważane za związane z fetyszyzmem.

## Galeria

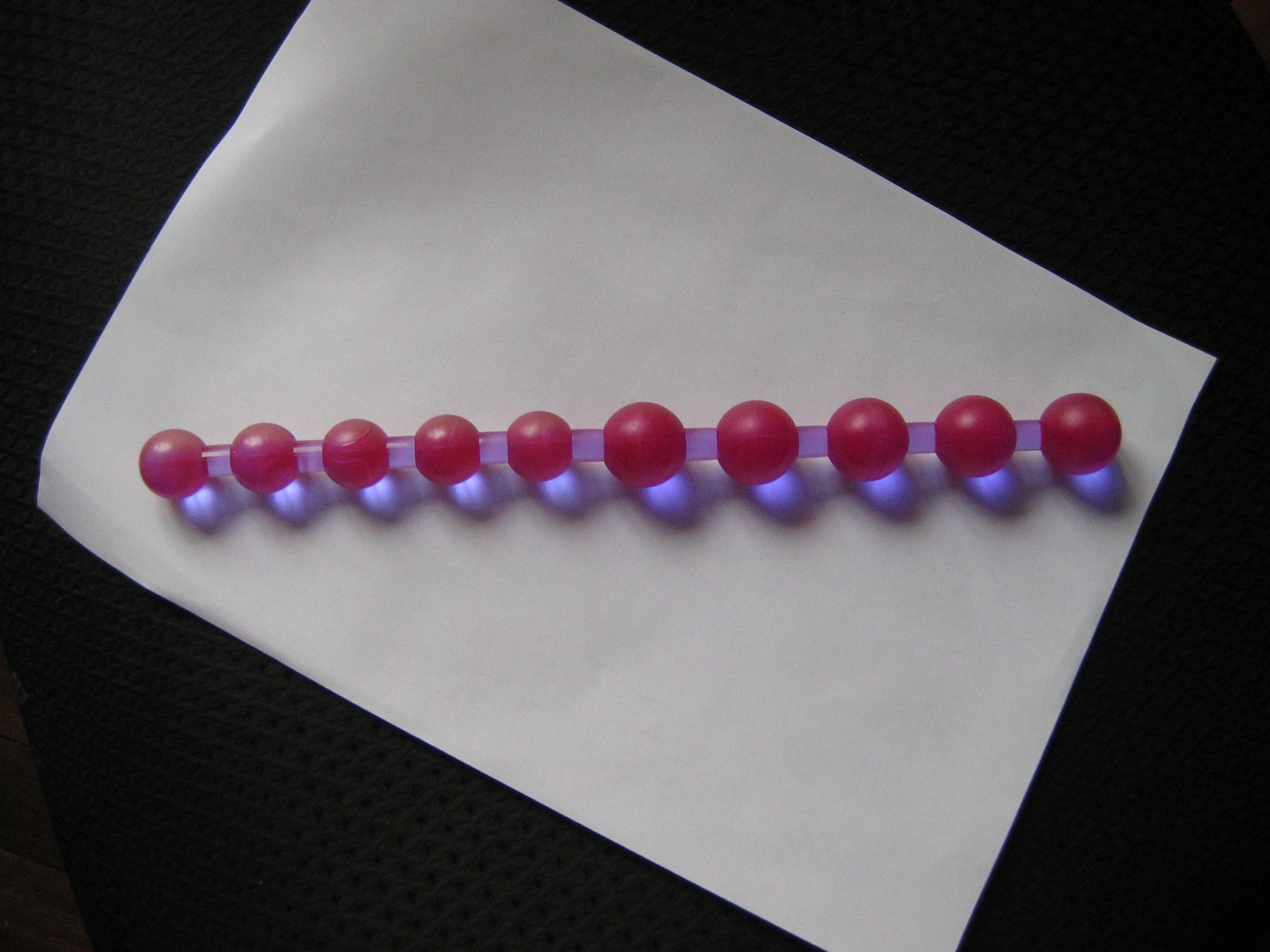
Kulki proste